# Heitersheim
Heitersheim (pronunciación en alemán: /ˈhaɪ̯tɐsˌhaɪ̯m/ⓘ) es una pequeña ciudad en el distrito de Brisgovia-Alta Selva Negra en el suroeste de Baden-Württemberg, Alemania.
A 31 de diciembre de 2015 tiene 6139 habitantes.
Se conoce la existencia de la localidad desde el año 777 al ser mencionada en el Códice de Lorsch. En 1272 fue adquirida la localidad por los Caballeros de San Juan, que la gobernaron hasta su incorporación al Gran Ducado de Baden en 1806. Adquirió estatus de ciudad en 1810.

## Geografía
Está ubicada en el graben del Rin Superior. Se ubica sobre la carretera 3, unos 15 km al suroeste de Friburgo de Brisgovia y junto a la frontera con Francia marcada por el Rin.

## Lugares
|                     |
| Villa Urbana, museo |

|                 |
| Castillo maltés |

## Hermanamiento
- Vandans,[16] Austria, desde 1991